# Pinakothek der Moderne
48°8′49″N 11°34′20″E / 48.14694°N 11.57222°E
Pinakothek der Moderne (hr. „Pinakoteka moderne umjetnosti”) je umjetnička galerija u Münchenu otvorena 2002. godine. U ovom muzeju su smještena umjetnička djela moderne umjetnosti 20. i 21. stoljeća i izložbenom površinom od 22.000 m² jedan je od najvećih muzeja moderne umjetnosti u svijetu. Ovo je treći muzej koji kompletira umjetnine Münchena, pored Alte Pinakothek (umjetnička djela od Srednjeg vijeka pa do kraja 18. stoljeća) i Neue Pinakothek (djela umjetnika iz 19. stoljeća).

## Povijest
Zgrada ima pravocrtno pročelje kojem dominiraju tanki sivo-bijeli betonski stupovi i zidovi otvoreni velikim prozorima, koji nose ravni krov. Sva četiri kuta zgrade, povezana središnjom rotundom, je posvećen drugoj kolekciji:
umjetnost (Kunst), arhitektura (Architektur), dizajn (Design) i grafike (Graphik).
Zgradu Pinakoteke moderne umjetnosti dizajnirao je njemački arhitekt Stephan Braunfels još 1990-ih, a otvorena je nakon sedam godina izgradnje u rujnu 2002. god. Izgradnja je kasnila zbog birokratskih pritužbi na izgled i cijenu (koštala je 120 milijuna $, a zbog izgleda je lokalci zovu „kartonskom kutijom”), ali su naposljetku problemi riješeni zahvaljujući privatnim donacijama
God. 2004., Danner fundacija je financirala otvaranje stalnog postava nakita, Danner kolekcija nakita, koja predstavlja djela od više od stotinu međunarodnih zlatara.

## Kolekcija
Kolekcija muzeja se uglavnom sastoji od kolekcije umjetnina 20. st. iz minhenskog „Doma umjetnosti” (Haus der Kunst), obogaćene djelima Nacionalne bavarske kolekcije moderne i suvremene umjetnosti "(Sammlung Moderne Kunst)" i smatra se za jednu od najvažnijih i najposjećenijih muzeja moderne umjetnosti u Europi.
Kolekcija je od 1945. godine naglo rasla skupljanjem tzv. „Izopačene umjetnosti” koju su nacisti proganjali, ali i privatnim donacijama. Tako su u muzeju zastupljenu mnogi umjetnički pravci i pokreti 20 st., kao što su: ekspresionizam, kubizam, fovizam, nova objektivnost, Bauhaus, nadrealizam, apstraktni ekspresionizam, pop art, minimalizam i dr.
U muzeju su izložena djela poznatih umjetnika kao što su: Pablo Picasso, Henri Matisse, Salvador Dali, René Magritte, Joan Miró, Franz Marc, Max Beckmann, Vasilij Kandinski, Andy Warhol i brojnih drugih umjetnika.

### Kronološka galerija odabranih djela
- Paula Modersohn-Becker, Dječji akt s akvarijem, oko 1907.
- Ernst Ludwig Kirchner, Češko jezero, 1911.
- Robert Delaunay, Ekipa iz Cardiffa, 1913.
- Franz Marc, Tirol, 1914.
- August Macke, Dame u zelenilu, 1914.
- Juan Gris, Boca Bordoa, 1915.
- Ernst Ludwig Kirchner, Ples žena, 1915.
- Oskar Schlemmer, Plesačica, oko 1923.
- Eduardo Chillida, Buscando la Luz, 1997.

Muzej posjeduje i jednu od najvećih svjetskih kolekcija primijenjenih umjetnosti i dizajna s oko 70.000 izložaka. Zbirka je zasnovana 1925. godine, a najveći dio je izložen u podrumskim prostorijama muzeja. Neki od značajnijih predmeta su:
- Christopher Dresser, čajnik od srebra i bjelokosti, 1879.
- Henry van de Velde, stolica, 1895.
- Charles Rennie Mackintosh, stolica, oko 1903.
- Gerrit Rietveld, dječja stolica, oko 1919.
- BMW R52, 1928.
- Hans Ledwinka, Tatra 87, 1937.
- Herbert Hirche, TV Braun HF1, 1958.
- IBM električni pisaći stroj, 1961.
- Matti Suuronen, Futuro kuća, 1970.
- Apple Macintosh 128, 1981.
- Porsche 911 SC, 1986.

## Vanjske poveznice
- Službena stranica  Arhivirana inačica izvorne stranice od 15. rujna 2005. (Wayback Machine)